# Chadżiite
Chadżiite (bułg. Хаджиите) – wieś w Bułgarii, w obwodzie Burgas, w gminie Karnobat. W 2023 roku liczyła 284 mieszkańców.